# Покемон: Истоки
«Покемон: Истоки» (яп. ポケットモンスター THE ORIGIN покэтто монсута: дзи оридзин, англ. Pokémon Origins) — четырёхсерийный аниме-сериал студий OLM, Inc., Production I.G и Xebec, основанный на играх Pokémon Red и Blue. «Покемон: Истоки» сюжетно не связан с аниме-сериалом «Покемон», и в нём отсутствуют Эш Кетчум и Пикачу, его главные герои. «Истоки» гораздо ближе по сюжету к оригинальным играм, а главными героями в нём, как и в играх, являются Рэд и его соперник Грин (в западной версии известный, как Блу). Рэд и Грин стремятся стать Мастерами покемонов.
Сериал состоит из четырёх серий по 22 минуты. Его премьера состоялась 2 октября 2013 года, за 10 дней до выхода Pokémon X и Y. Во всём остальном мире «Покемон: Истоки» вышел 15 ноября того же года.

## Сюжет

### Файл 1: Рэд
Рэд — мальчик из города Паллета, который должен получить своего первого покемона. Вместе со своим другом детства и одновременно соперником Грином они идут к профессору Оуку, чтобы взять у него своего первого покемона. Профессор Оук предлагает одного из трёх на выбор: Бульбазавра, Чармандера и Сквиртла. Рэд выбирает Чармандера, а Грин — Сквиртла. Профессор Оук просит Рэда и Грина заполнить Покедекс, электронную энциклопедию, данными о покемонах, для этого нужно поймать как можно больше покемонов. Два начинающих тренера отправляются в путешествие, каждый своей дорогой. После нескольких битв и поимки нескольких покемонов Рэд сталкивается с Грином и устраивает с ним битву покемонов, однако Чармандер Рэда оказывается побеждён Сквиртлом Грина. После поражения Рэд встречает парня, который объясняет ему, как правильно участвовать в битвах покемонов: для этого нужно учитывать их сильные и слабые стороны. Парень советует Рэду вылечить покемонов в Центре покемонов города Виридиана. Через некоторое время Рэд прибывает в Пьютер, а затем решает вызвать на поединок местного лидера стадиона. Лидером стадиона и оказывается тот парень, который и помог Рэду — это был Брок. Начинается битва. Брок использует Джеодуда, а Рэд — Чармандера. Осознав, что огненный Чармандер неспособен победить каменного Джеодуда, Рэд выбирает Нидорана-самца, который атаками боевого типа легко его побеждает. Затем Брок вызывает Оникса, который после непродолжительного боя с Нидораном выходит победителем. Потеряв несколько покемонов в битве с Ониксом, Рэд выбирает Чармандера, и тот добивает Оникса. Брок хвалит Рэда и даёт ему Каменный значок.

### Файл 2: Кубон
Выиграв много битв, и получив ещё два значка от побеждённых Лидеров стадионов, Рэд доходит до города Лавендера. В городе находится Башня покемонов, кладбище покемонов, где, по слухам, водятся призраки. Перед тем, как зайти в Башню, Рэд знакомится с посещает местный приют для покемонов и знакомится с девочкой по имени Рейна. Та показывает ему покемонов приюта, однако среди покемонов есть Кубон, который ненавидит людей. Когда-то Команда R убила его мать Маровак, пытавшуюся защитить своего ребёнка Кубона, с тех пор он стал таким. Единственный человек, к которому Кубон не испытывает ненависти — к мистеру Фуджи, хозяину приюта. Становится известно, что Команда R захватила Башню покемонов и обосновалась на её верхнем этаже. Рэд решает пойти туда, чтобы победить Команду R, а Грин, подслушавший разговор Рэда с местными жителями, также решает пойти, чтобы сразиться со злодеями и заработать себе славу в городе. Рэд и Грин встречаются в Башне и сталкиваются с призраком, который пытается их прогнать из башни. Отняв у Команды R очки Сильф, Грин и Рэд смотрят сквозь них на призрака, и узнают, что это и есть тот самый Маровак, убитый Командой R. Кубон сбегает из приюта и прибегает к призраку. Призрак Маровака узнаёт, то с его ребёнком Кубоном всё в порядке, и решает обрести вечный покой. Кубон помогает Рэду выгнать Команду R из Башни покемонов и освободить мистера Фуджи. В благодарность Фуджи дарит Рэду Покефлейту, способную пробуждать спящих покемонов, а также два загадочных камня.

### Файл 3: Джованни
Рэд получает ещё два значка, и его Чармелеон превращается в Чаризарда. Кроме того, он узнаёт про секретную базу Команды R под казино в городе Целадоне, врывается туда и срывает планы преступников, сразившись с их лидером Джованни. Прибыв в город Саффрон, Рэд встречает Грина, и вместе они знакомятся с секретаршей президента компании «Сильф Ко.», производящей товары для покемонов. Секретарша говорит Рэду и Грину, что их офис захвачен Командой R. Команда R захватила офис, так как компания разрабатывала мастербол, покебол, способный ловить абсолютно любого покемона вне зависимости от того, насколько он силён. Ред врывается в офис и освобождает сотрудников компании, в благодарность он получает от одного из них покемона Лапраса. Затем Рэд пытается сразиться с боссом Команды R, но терпит поражение, когда его Чаризард побеждён Нидоквин Джованни. Джованни сбегает на вертолёте, перед отступлением происходит короткий разговор между Рэдом и Джованни: Джованни считает, что покемоны — лишь инструмент для достижения целей, а Рэд, напротив, считает покемонов друзьями. Через некоторое время Рэд, получив ещё два значка, идёт в Виридиан за последним, восьмым значком. Лидером стадиона оказывается Джиованни. Джиованни использует Райхорна, который побеждает четырех покемонов Рэда, отказываясь сдаваться Рэд использует Хитмонли и наносит Райхорну поражение, так же выбывая из сражения. Последним покемоном Джованни оказывается Райдон, а Рэд выпускает Чаризарда. Чаризард с большим трудом побеждает Райдона, а Джованни во время битвы думает о том, как Рэд напоминает ему его самого в детстве. В конце концов Джованни признаёт силу Рэда и свою неправоту, даёт ему последний значок и распускает Команду R. Рэд, получив все восемь значков, отправляется в Лигу покемонов.

### Файл 4: Чаризард
В Лиге покемонов Рэд сражается и побеждает Элитную четвёрку, а затем вызывает на поединок чемпиона Лиги, которым оказывается Грин. Во время ожесточённой битвы и у Рэда, и у Грина из шестерых покемонов остаются только по одному: это Чаризард и Бластойз соответственно. С большим трудом Чаризард Рэда одолевает Бластойза Грина, после чего появляется профессор Оук и отводит Рэда в Зал славы, где тот и объявлен новым Чемпионом Лиги покемонов. Через некоторое время Рэд продолжает своё путешествие, чтобы поймать больше покемонов и до конца заполнить Покедекс информацией. В итоге у Рэда отмечено в Покедексе 149 покемонов. Когда он возвращается к профессору Оуку, чтобы рассказать ему о своих успехах, Рэд узнаёт, что Грин был повержен сверхмощным диким покемоном в Церулинской пещере. Вспомнив о дневниках, что он читал в заброшенной лаборатории Циннабара, Рэд понимает, что этот покемон — Мьюту. Когда-то давно доктор Фуджи создал Мьюту из ДНК Мью, однако Мьюту вышел из под контроля и разрушил лабораторию. Рэд отправляется в Церулинскую пещеру и сражается там с Мьюту, но тот побеждает почти всех его покемонов, кроме Чаризарда. Когда Чаризард находится на грани поражения, камни, которые дал Фуджи Рэду, начинают светиться и провоцируют мегаэволюцию у Чаризарда в Мега Чаризарда X. Мега Чаризард X с лёгкостью побеждает Мьюту, и Рэд успешно его ловит. Некоторое время спустя, во время чаепития с Грином и профессором Оуком, Рэд вспоминает о том, что Мьюту был создан из ДНК Мью, и решает во что бы то ни стало найти его, чтобы завершить Покедекс.

## Создание и выпуск
«Покемон: Истоки» сделан по мотивам игр Pokémon Red и Blue, самых первых игр серии Pokémon. При этом сюжет «Истоков» был сильно сжат по сравнению с играми: большая часть событий игры показана лишь мельком. Несмотря на то, что сериал является экранизацией ранних игр Pokémon, в нём показана мега-эволюция Чаризарда Рэда, в играх впервые появившаяся Pokémon X и Y. Появление Мега Чаризарда X в «Истоках» было приурочено к выходу этих игр. Анонс сериала состоялся 16 августа 2013 года на выставке Pokémon Game Show, проходившей в здании Tokyo Big Sight. Некоторое время спустя был объявлен актёрский состав: Дзюнко Такэути в роли Рэда, Кацудзи Мори в роли профессора Оука, Такуя Эгути в роли Грина, Томокадзу Сугита в роли Брока и Рикия Кояма в роли Джованни. Сериал вышел в эфир на телеканале TV Tokyo 2 октября 2013 года в 7:00 по местному времени. 26 сентября было объявлено, что сериал выйдет и на других языках и станет доступным в ноябре 2013 года на сайте Покемон ТВ. 4 декабря 2013 года в Японии был издан DVD-релиз сериала.

## Отзывы и критика
Сайт Critiques 4 Geeks оценил данный сериал в 8 баллов из 10, высоко оценив художественный стиль и прорисовку фонов и персонажей, а также отметил большую серьёзность сюжета по сравнению с аниме-сериалом. «Здесь вы не увидите того идиотизма, что постоянно присутствовал в приключениях Эша Кетчума. Данный сериал серьёзен, как никогда, и даже Команда R показана намного жесточе. Думаю, „Истоки“ придают вселенной „Покемона“ глубину, которой нет в оригинальном аниме-сериале» — так рецензент сравнивает «Истоки» с аниме-сериалом. Kotaku отметил большую жестокость сериала по сравнению с оригинальным аниме, и отметил, что «Рэд за сериал общей продолжительностью в час добился большего, чем Эш за шестнадцать лет», а Lazygamer пошутил, что PETA будут явно недовольны более жестокими битвами покемонов, в качестве примера был приведён вопящий от боли Чармандер Рэда в первой серии. Критики выражали надежду, что подобного рода специальные выпуски, сделанные по мотивам игр, будут выпускаться и в дальнейшем. Capsule Computers хорошо отозвался о самом сериале, сочтя, что он отлично передаёт атмосферу оригинальных игр, однако в минус он поставил чрезмерную сжатость и сокращённость сюжета по сравнению с оригинальными играми. Кроме того, было удостоено похвал появление Мега Чаризарда X в последней серии, приуроченное к выходу Pokémon X и Y: по мнению автора рецензии, данный сериал таким образом соединяет прошлое «Покемона» с будущим. Latinos Post назвал Команду R в данном мини-сериале «действительно похожей на террористическую организацию», в отличие от той, что была показана в аниме, в особенности обратив внимание на жестокое убийство Маровака во второй серии. Destructoid предположил, что, если бы сериал стал бы достаточно длинным, то фанаты стали бы ненавидеть Рэда, точно так же, как и Эша. Azure Anime похвалил визуальную составляющую сериала, в частности, анимацию, отметив, что она напоминает ту, что была в первом сезоне аниме-сериала, однако сообщил, что значительная часть потенциала сериала была не раскрыта благодаря сокращению сюжета, и в итоге поставил 4,5/5 баллов. Рэд, по мнению автора рецензии, также был плохо раскрыт. Блог Star Crossed Anime Blog охарактеризовал его не иначе, как «взрыв ностальгии», и предположил, что «Покемон: Истоки» — не что иное, как эксперимент, в случае удачи создатели аниме предпримут попытку выпустить нечто подобное, но более масштабное. Сравнивая аниме-сериал и «Истоки», рецензент утверждал, что у аниме-сериала есть свои минусы, которых нет в «Истоках», и наоборот. В итоге сериал был оценён на 75 баллов из 100.